# Baptisia sulphurea
Baptisia sulphurea là một loài thực vật có hoa trong họ Đậu. Loài này được Engelm. miêu tả khoa học đầu tiên.